# Chama, Zambia
Chama este un oraș și un district din Zambia, situat în provincia de Est. Este o zonă plină de frumusețe naturală și potențial neexploatat. Râul senin Luangwa și fauna abundentă care cutreieră peisajele sale vaste fac din districtul Chama o destinație atrăgătoare pentru explorare. Dincolo de alura sa pitorească, districtul este remarcat pentru istoria sa de dezvoltare condusă de comunitate, guvernare transparentă și management strategic al resurselor. Pe măsură ce ne adâncim în această zonă remarcabilă, descoperim dinamica și inițiativele sale unice, dezvăluind o poveste care merită o explorare suplimentară.
În districtul Chama, profilul demografic și prezentarea generală prezintă o gamă bogată de resurse naturale și o populație în creștere. Cu o suprafață de 17.630 de kilometri pătrați, districtul Chama este cel mai mare din provincia de Est și avea o populație de 130.891, conform recensământului din 2010. Districtul are o rată anuală de creștere a populației de 4,0%, ceea ce indică o creștere constantă a rezidenților.

Districtul Chama este bogat în resurse naturale, inclusiv animale sălbatice, râul Luangwa, copaci Mukula, copaci Mopani și orez Chama, care îi sporesc bogăția economică și ecologică. Districtul este cunoscut și pentru diversele sale culturi și specii de arbori, subliniind potențialul său agricol și forestier. Peisajul demografic divers și bogăția resurselor din districtul Chama oferă o bază solidă pentru o dezvoltare dinamică și o creștere durabilă în regiune.  
- Lista orașelor din Zambia

1. ↑  „Chama Town Council”. chamacouncil.gov.zm. Accesat în 9 iulie 2024.
2. ↑  „Census reports”. zamstats.gov.zm. Accesat în 9 iulie 2024.
3. ↑  „Cities in Zambia”. Statoids.com. Accesat în 6 iulie 2024.
4. ↑  Rebecca Taylor. „Everything you need to know about chama discrict of zambia”. Bodhizazen.or. Accesat în 9 iulie 2024.